# Riozinho da Liberdade
Riozinho da Liberdade är ett vattendrag i Brasilien. Det ligger i den västra delen av landet, 2 800 km väster om huvudstaden Brasília.
I omgivningarna runt Riozinho da Liberdade växer i huvudsak städsegrön lövskog. Trakten runt Riozinho da Liberdade är nära nog obefolkad, med mindre än två invånare per kvadratkilometer.